# فولفغانغ بيكر
فولفغانغ بيكر (بالألمانية: Wolfgang Becker)‏(22 يونيو 1954 – 12 ديسمبر 2024) هو مخرج سينمائي، وكاتب سيناريو، ومونتير، وممثل من ألمانيا. تعلم في الأكاديمية الألمانية للسينما والتلفاز في برلين ‏. من أهم أعماله: وداعا لينين.

## وصلات خارجية
- فولفغانغ بيكر على موقع IMDb (الإنجليزية)
- فولفغانغ بيكر على موقع روتن توميتوز (الإنجليزية)
- فولفغانغ بيكر على موقع مونزينجر (الألمانية)
- فولفغانغ بيكر على موقع قاعدة بيانات الأفلام العربية
- فولفغانغ بيكر على موقع ألو سيني (الفرنسية)
- فولفغانغ بيكر على موقع أول موفي (الإنجليزية)
- فولفغانغ بيكر على موقع قاعدة بيانات الأفلام السويدية (السويدية)
- فولفغانغ بيكر على موقع قاعدة بيانات الفيلم (الإنجليزية)
- فولفغانغ بيكر على موقع كينوبويسك (الروسية)